# Pipaluk Olsen
Pipaluk Olsen (* 13. Februar 1992) ist eine grönländische Politikerin (Demokraatit).

## Leben
Pipaluk Olsen und ihr Mann Bjørk Lange Olsen (geb. Kristensen; * 1989) haben vier Kinder. Sie schloss 2017 eine Ausbildung als Sozialhelferin ab und 2022 als Pädagogin. Sie arbeitete anschließend unter anderem als Kindergärtnerin, Schulpädagogin und Familienberaterin.
Nachdem ihr Mann 2023 kurzzeitig als Stellvertreter für die Demokraatit ins Inatsisartut gelangt war, kandidierte sie selbst bei der Parlamentswahl 2025 und wurde ins Inatsisartut gewählt.